# Barnes Osei
Barnes Osei (sinh ngày 8 tháng 1 năm 1995), hay đơn giản Barnes, là một cầu thủ bóng đá người Ghana thi đấu cho Paços de Ferreira ở vị trí tiền vệ chạy cánh phải.